# Адальберт II Побожний
Адальберт ІІ Благочестивий або Адальберт ІІ Побожний (13 лютого 1104/1105 — 9 листопада 1138) — маркграф Австрії з 1136 р, був старшим сином австрійського маркграфа Леопольда III Благочестивого.

## Біографія
Ймовірно Адальберт народився від першого шлюбу Леопольда і невідомої пані з родини Перг. Вперші згадки в документах датуються Різдвом 1119 року.
Змагався за владу зі своїм братом Леопольдом IV.
Був двічі одружений:
- Аделаїда (нар. бл. 1114 р — пом. 25 березня 1132 р.), польська князівна;
- Софія (Ядвіґа) (бл. 1107—1138), донька угорського князя Алмоша і української князівни Предслави, онука Великого князя Київського Святополка II Ізяславича ; рідна сестра короля Угорщини Бели II.

Адальберт підтримав 1132 р. свого швагера Белу ІІ у конфлікті з Борис Коломановичем, іншим кандидатом на угорський трон.
Австрійський маркграф Леопольд ІІІ помер у 1136 році, а Адальберт ІІ був виключений з його спадкоємців. Помер у листопаді 1138 року і похований у Клостернойбурзі.